# Raggio luminoso
In ottica geometrica, i raggi di luce definiscono idealmente il percorso compiuto dalla luce.
È possibile schematizzare la luce con dei raggi che si propagano in linea retta, quando essa viaggia in un mezzo omogeneo e la sua lunghezza d'onda è molto inferiore alle dimensioni degli oggetti con cui interagisce. Sotto tali ipotesi un raggio di luce è un sottilissimo fascio di luce rappresentato con una retta.
Alcuni fenomeni ottici, ad esempio quello dell'interferenza o della diffrazione, sono spiegati solo con un modello ondulatorio della luce. Tuttavia, questi fenomeni si manifestano quando la lunghezza d'onda della luce è confrontabile con la dimensione dell'oggetto che causa la diffrazione. Nel caso di oggetti macroscopici e di luce visibile, la lunghezza d'onda della luce è sempre molto minore rispetto alle dimensioni, e pertanto non si osservano fenomeni d'interferenza. Molti fenomeni possono essere, pertanto, studiati ricorrendo al modello dei raggi di luce.
Ad esempio, l'esperimento di Young della doppia fenditura non può certamente essere spiegato con dei raggi che si propagano in linea retta, perché in tale situazione le dimensioni della fenditura sono confrontabili con quelle della lunghezza d'onda, mentre altri fenomeni, come quello della riflessione o della rifrazione, sono descrivibili in termini di raggi.